# Paradisier d'Albertis
Pour les articles homonymes, voir D'Albertis.
Drepanornis albertisi
Espèce
Synonymes
- Epimachus albertisi (protonyme)

Statut de conservation UICN

 LC  : Préoccupation mineure
Statut CITES
Le Paradisier d'Albertis (Drepanornis albertisi) est une espèce d'oiseaux qui tient son nom du naturaliste italien Luigi Maria d'Albertis qui découvrit l'espèce en Nouvelle-Guinée en 1872.

## Distribution
L'espèce est endémique de l'île de Nouvelle-Guinée. Sa distribution est hétérogène avec la forme nominale présente, par taches, dans le Vogelkop puis sur le mont Foja et enfin en péninsule de Huon, et la sous-espèce cervinicauda en trois poches principales dans les monts Weyland, sur les Hauts Plateaux de l’est et sur les montagnes du sud-est (Ottaviani 2012).

## Sous-espèces
D'après la classification de référence (version 3.5, 2013) du Congrès ornithologique international, cette espèce est constituée des sous-espèces suivantes (ordre phylogénique) :
- D. a. albertisi (P. L. Sclater, 1873) ; présente dans le nord-ouest de l'île ;
- D. a. cervinicauda (P. L. Sclater, 1884) ; du centre-ouest au sud de l'île ;
- D. a. geisleri (A.B. Meyer, 1893) ; au nord-est de l'île.

## Habitat
Le Paradisier d'Albertis est inféodé à la forêt de moyenne montagne, rarement à la forêt coupée et à la lisière de forêt, entre 600 et 2250 m, surtout entre 1 100 et 1 900 m (Frith & Frith 2009).

## Alimentation
L’espèce est prioritairement insectivore, prélevant différents arthropodes et des fruits, surtout à capsules (Frith & Frith 2009). Elle se nourrit aussi de sauterelles arboricoles qu’elle prélève directement dans le feuillage (Gilliard 1969). Elle consomme également des baies de Gastonia spectabilis, araliacée (Ottaviani 2012).

## Mœurs
Il s’agit d’un paradisier secret et difficile d’approche, gardant le couvert végétal de la cime des grands arbres. Malgré sa grande taille, il se comporte un peu comme un grimpereau quand il se sert de son bec recourbé pour sonder le bois mort et l’écorce des arbres en quête d’insectes (Gilliard 1969).
Il évolue dans la strate moyenne ou supérieure de la forêt, sondant l’écorce, les fissures des nœuds d’arbres, les branches moussues, le bois mort et les débris de feuilles mortes en quête d’insectes. Il se sert aussi de son bec pour retirer les capsules des fruits. Des individus en plumage femelle peuvent se joindre à des groupes constitués d’autres espèces pour rechercher leur nourriture (Beehler 1983, Frith & Frith 2009).

## Parade nuptiale
Le mâle défend un large territoire de nourrissage autour de son aire de parade pendant toute l’année. Ainsi, un mâle évoluait dans un site d’environ 14 ha avec une distance moyenne de 450 m entre son aire de parade et celle de cinq mâles voisins pendant au moins quatre années successives. L’aire de parade contient plusieurs zones de perchage, le mâle descendant le long d’un baliveau sous la femelle pour parader. Puis il imprime de brefs mouvements convulsifs pour déployer en éventail ses plumes des flancs formant un disque parfait autour du corps tout en ouvrant le bec. Les plumes pectorales sont également étalées en éventail de sorte que les deux disques se superposent. Ainsi paré, il remonte le long du baliveau (Frith & Frith 2009, Ottaviani 2012).

## Nidification
Le nid est généralement construit dans les rameaux horizontaux d’une branche fourchue. La femelle assemble un enchevêtrement de racines noires et raides en guise d’assise sur laquelle elle confectionne une coupe d’herbes brun rougeâtre. Le nid contient un œuf crème strié longitudinalement de brun-rouge et de gris clair, plus densément au gros pôle (Gilliard 1969).

## Biologie de reproduction
La reproduction a lieu au moins entre septembre et décembre avec des mâles en condition de reproduction entre février et octobre sur l’ensemble de son aire. Un jeune suivant sa mère en quémandant de la nourriture a été observé fin-novembre. La période de parade nuptiale sur le mont Missim s’étend de mai à novembre avec des oiseaux silencieux le reste du temps. Les accouplements se passent essentiellement en octobre-novembre ou légèrement avant ou après dans le centre-est de la Nouvelle-Guinée (Frith & Frith 2009).